# Кривохоткива
Кривохоткива, Кандаурівські Води, Северинка — річка у Знам'янському та Кропивницькому районах Кіровоградської області, ліва притока Інгулу (басейн Південного Бугу).

## Опис
Довжина річки 20  км., похил річки — 1,15 м/км. Формується з багатьох водойм. Площа басейну 151 км².
У другій половині XIX століття вище села Доніно-Кам'янка було озеро Северинка.

## Розташування
Кривохоткива бере початок в селі Зелений Гай. Тече переважно на південний захід в межах сіл Долино-Кам'янки та Кандаурове. У селі Велика Северинка впадає у річку Інгул, ліву притоку Південного Бугу.